# 물결부전나비
물결부전나비는 나비목 부전나비과의 곤충이다. 앞날개 길이는 11~19mm이다. 날개 앞면은 담청자색이고 뒷날개의 뒤끝에 검은색 둥근 무늬가 있으며, 뒷면에는 회백색 바탕에 특이한 흰색 물결무늬가 있다. 봄부터 가을까지 세대를 되풀이하나 추운 지방에서는 월동하지 못한다. 유충은 콩과식물의 열매나 꽃봉오리 속을 파먹어 들어가는 해충이다.

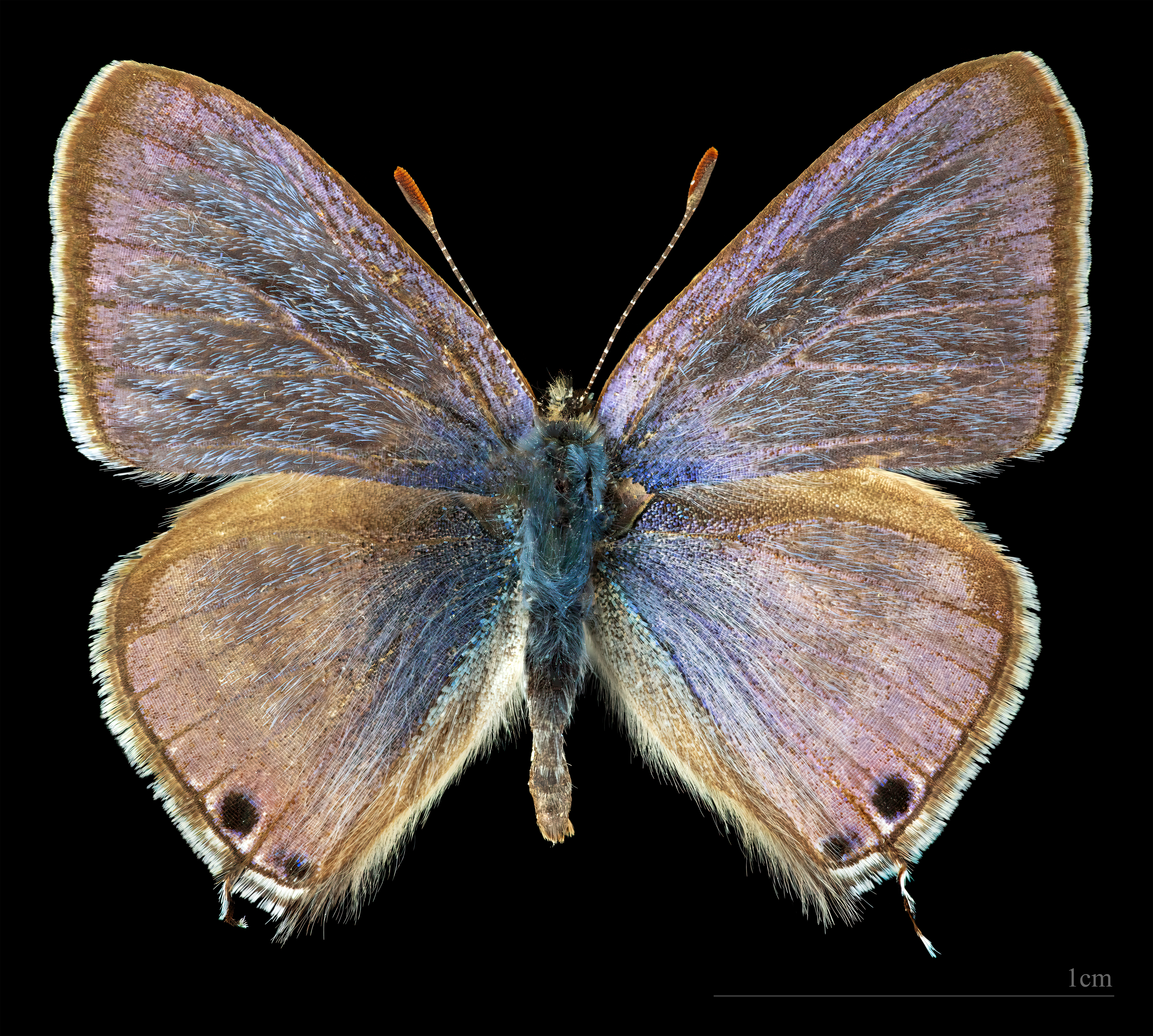
Lampides boeticus ♂
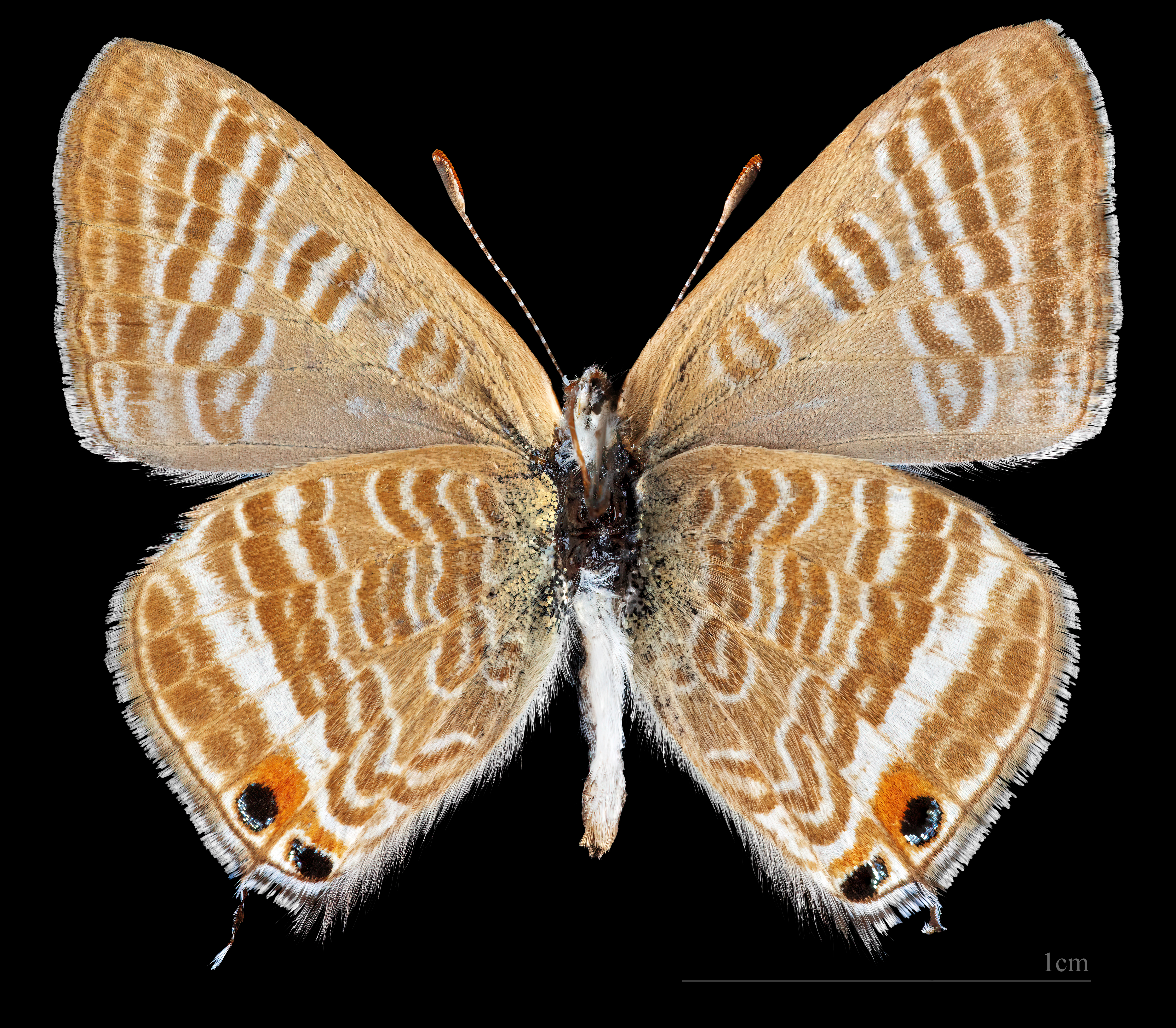
Lampides boeticus ♂ △

날개 길이는 수컷은 24~32mm이고 암컷은 24~34mm이다.

## 특징
수컷의 날개 윗면은 청색으로 짧은 털이 빽빽하게 나있고 암컷은 갈색의 바탕색에 기반부가 청색이다. 암수 모두 날개 아랫면은 엷은 갈색 바탕에 특이한 흰 물결무늬가 있다.

## 참조
- Evans, W.H. (1932) The Identification of Indian Butterflies. (2nd Ed), Bombay Natural History Society, Mumbai, India